# Xenophysa cacumena
Xenophysa cacumena là một loài bướm đêm trong họ Noctuidae.